# Олтаржевский, Георгий Константинович
Гео́ргий Константи́нович Олтарже́вский (6 мая 1879, Витебск — 4 мая 1953, Москва) — московский архитектор и предприниматель-домовладелец, автор проектов доходных домов. Брат более известного архитектора Вячеслава Олтаржевского, отец Дмитрия Олтаржевского.

## Биография
Окончил Строгановское училище, в 1905—1907 работал техником на постройке трамвайных линий. Начиная с 1906 года вошёл в число московских архитекторов «второго плана» — проектировщиков доходных домов. Карьера Г. К. Олтаржевского достигла пика к 1913 году и прервалась с началом первой мировой войны. После революции, в 1920-х и 1930-х годах, выстроил ряд жилых домов в Москве; один из них — охраняемый памятник культурного наследия.
Жил в Москве в Голицынских палатах (Кривоколенный переулок, 10)
Сын архитектора, Дмитрий Олтаржевский, был автором Южного входа ВСХВ.

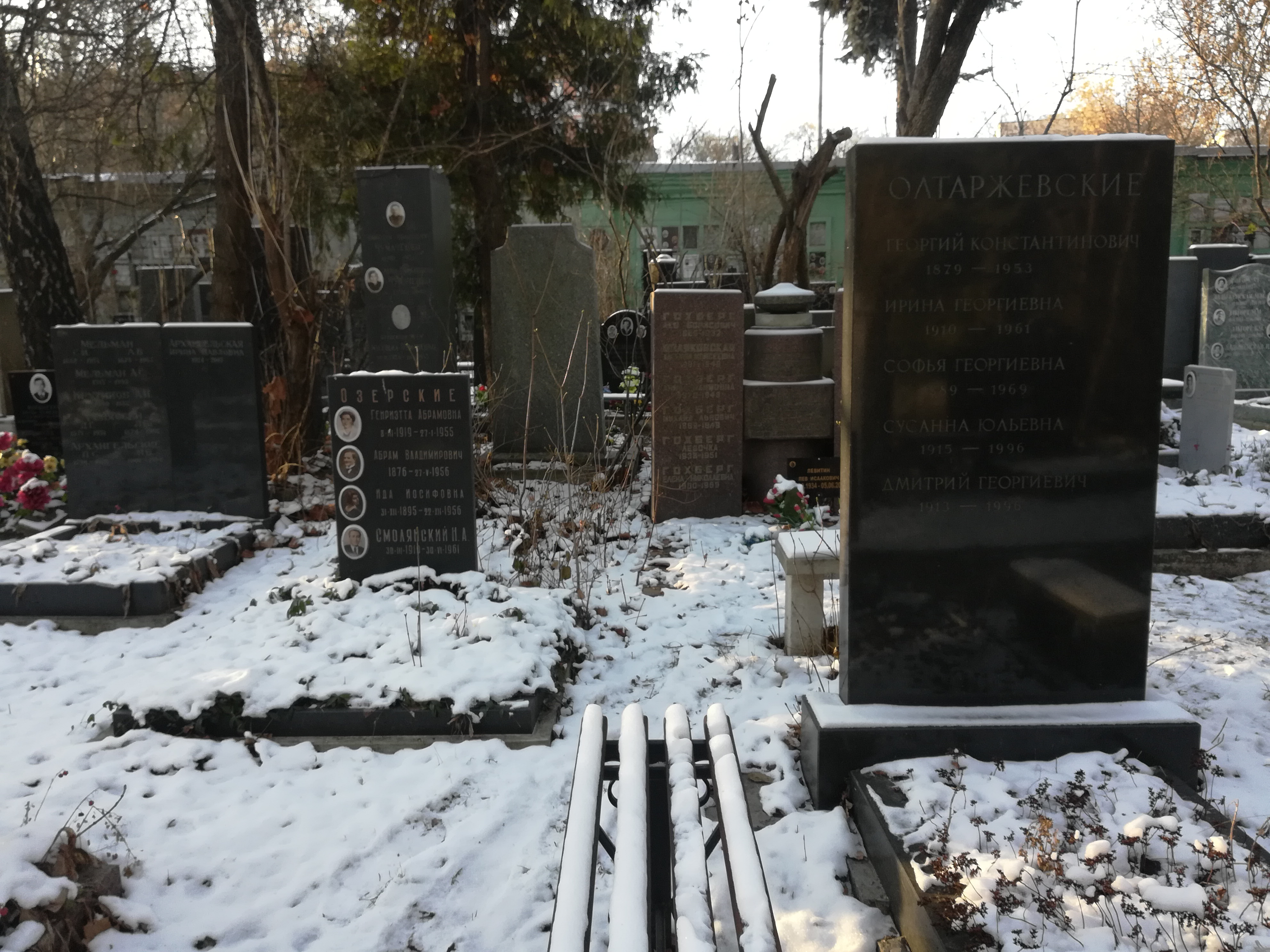
Могила на Донском кладбище

Похоронен на Донском кладбище.

## Сохранившиеся постройки
- 1906 — доходный дом (Мамоновский переулок, 4)
- 1906 — доходный дом Е. А. Шаблыкиной (Сивцев Вражек, 43)
- 1909 — доходный дом (Плотников переулок, 6/8)
- 1910 — доходный дом (Малый Каковинский переулок, 1/8 (дом, где жил А. Н. Скрябин) и 1а)[2]
- 1910 — доходный дом (Пречистенский переулок, 20)[3]
- 1911 — доходный дом (Пречистенский переулок, 7)
- 1911 — доходный дом (Мамоновский переулок, 6)
- 1913 — доходный дом (Большой Козловский переулок, 8)
- 1913 — доходный дом (Малая Пироговская улица, 16)
- 1913 — доходный дом Е. И. Прибытковой (улица Плющиха, 55)
- 1925 — жилой дом ЖСКТ «Квартирохозяин» в Скатертном пер., 21
- 1927 — жилой дом (Большой Каретный переулок, 17)
- 1927 — жилой дом (Малая Бронная улица, 30/1 (Малый Козихинский переулок, 1/30)[3]
- 1927 — жилой дом (Малый Демидовский переулок, 3)
- 1932 — перестройка дома (Лихов переулок, 6 стр. 1)[3]
- 1934 — Даниловский универмаг[4]